# 生体利用度 (土壌)
環境科学や土壌科学において土壌での生体利用度（せいたいりようど、Bioavailability）とは、その土壌で生物が利用可能な元素または分子の存在量である。ここで「生物が利用可能な」とは「生物が吸収またはその細胞膜(壁)に吸着可能な」「その物質が生物の細胞膜を貫通して到達可能な（accessible）」という意味である。生物が利用可能な形態を可給態（accessible form、available form）と呼ぶ。

## 概要
土壌での生体利用度は環境および農業分野で利用されている。ほとんどの場合、土壌における汚染物質（有機汚染物質や重金属など）が生物に利用される可能性を生体利用度は意味する。また、下水汚泥といった有機/無機廃棄物を利用・廃棄する際に、その土地で起こり得る潜在的危険性の指標でもある。
土壌に放出された汚染物質の一部は、土壌中の水分(土壌溶液)に溶解する。これら水溶性物質はほとんどの場合、植物の根や土壌生物に取り込まれる。したがって、可給態の物質群は、多くの場合、水層の（水溶性）物質群に近しい。ただし、水層に存在するかどうかはその物質の性質による。
汚染物質の形態によっては微生物や植物の汚染物質の取り込みが比較的困難となる。汚染物質が土壌粒子や土壌有機物に吸着されたり、取り込まれると、多くの場合、生物から隔離される。例えば、有機質の汚染物質は他の有機物とのファンデルワールス相互作用、水素結合、または共有結合によりその有機物に取り込まれる。重金属といったイオンの汚染物質は沈殿し、固相へと移動することがある。揮発性化合物は揮発してエアロゾルとなり、土壌の気相へ移動することがある。これらの形態は非可給態である。生体利用可能となるためには土壌溶液に再溶解されなければならない。

## 生体利用度への影響因子
生体利用度は、土壌の性質、時間、環境条件、および植物・微生物特性の関数である。
- 土壌の特性（pH、イオン交換容量、有機物含有量、質感、空隙率など）は生体利用度に影響する。イオン交換と有機物含有量が高い土壌での土壌粒子は汚染物質を吸着しやすいため、一般的に生体利用度は低い[5]。
- 汚染物質と土壌間の接触時間が増加すると、土壌の無機・有機画分との吸着・解離過程により生体利用度は低下する。これをageingと呼ぶ[5]。
- 環境条件は生体利用度に影響を与える。例えば、乾燥条件は土壌の含水率を低くして生体利用度を減らす。これは、溶解した汚染物質が植物や微生物へと到達することを減らすだけでなく、溶液からの塩の沈殿を促進するためである。

## 生体利用度の測定
土地に固有の特性は汚染物質の生体利用度に大きな影響を与える。この特性を評価する試験法は規格化されていない。しかし、生体利用度を評価するための化学的・生物学的試験法は多く存在する。例えば、ミミズ（Eisenia fetida）の体内に蓄積した汚染物質の直接測定法がある。また、生体利用度の推定は固相の化学的土壌抽出からも得られる。生体利用度のフガシティーモデルは、水溶性および非水溶性相へのその化合物の溶解度および分配度に基づく。このモデルは、土壌溶液に溶解している汚染物質の傾向を示す。